# Conselho de Regência (Irã)
O Conselho de Regência (em persa: شورای سلطنت; romaniz.: Šūrā-ye Salṭanat) do Estado Imperial do Irã, foi um órgão de nove membros formado em 13 de janeiro de 1979 por Mohammad Reza Pahlavi para desempenhar suas funções depois que ele deixou o Irã em meio à Revolução Iraniana e serviu como símbolo de sua reivindicação contínua ao poder.
O conselho foi praticamente dissolvido em poucos dias, quando seu chefe renunciou em 22 de janeiro de 1979 para se encontrar com o aiatolá Khomeini .

## Acontecimento

### Conselho de Regência de 1953
Em 28 de Fevereiro de 1953, foi reportado que em reunião com o primeiro-ministro Mohammed Mossadegh, o xá concordou que durante a sua ausência no Irã. Um conselho de regência formado por Mossadegh, Gholamreza Pahlavi (Irmão do Xá) e Hossein Ala (Ministro da Corte Real) deveria ser nomeado para agir como um conselho de regência.

## Membros do Conselho de Regência em 1979
| # | Nome                   | Cargo mais recente                                       | Posição no Conselho |
| - | ---------------------- | -------------------------------------------------------- | ------------------- |
| 1 | Jalaleddin Tehrani     | Ex-Senador                                               | Chefe               |
| 2 | Mohammad Ali Varasteh  | Ex-Ministro de Finança                                   | Deputado            |
| 3 | Shapur Bakhtiar        | Primeiro Ministro do Irã                                 | Membro              |
| 4 | Mohammad Sajjadi       | Presidente do Senado                                     | Membro              |
| 5 | Javad Saeid            | Orador do Parlamento                                     | Membro              |
| 6 | Gen.Abbas Gharabaghi   | Chefe do Estado-maior do Exército Imperial do Irã        | Membro              |
| 7 | Aligholi Ardalan       | Ministro da Corte Real                                   | Membro              |
| 8 | Abdullah Entezam       | Ex-Presidente da Companhia Nacional do Petróleo Iraniano | Membro              |
| 9 | Abdolhossein Ali Abadi | Ex-Promotor-geral                                        | Membro              |

Por causa das tensões entre Jalaleddin Tehrani and Abbas Gharabaghi, Tehrani renuncia do posto. Ele foi substituído por Mohammad Ali Varasteh como o chefe do conselho.